# Réserve indienne de Standing Rock
Standing Rock (en anglais : Standing Rock Indian Reservation), est une réserve indienne lakota dans le Dakota du Nord et du Sud, aux États-Unis.
C'est la sixième plus grande réserve des États-Unis en superficie. Elle comprend tout le comté de Sioux au Dakota du Nord et tout le comté de Corson au Dakota du Sud, ainsi que de petites parties du comté de Dewey et du comté de Ziebach au Dakota du Sud.
La réserve a une superficie de 9 251,2 km2 et une population de 8 542 habitants selon l'American Community Survey.
Son président est David Archambault II.

## Démographie
| Groupe            | Standing Rock | Dakota du Nord | Dakota du Sud | États-Unis |
| ----------------- | ------------- | -------------- | ------------- | ---------- |
| Amérindiens       | 75,5          | 5,4            | 8,8           | 0,9        |
| Blancs            | 21,2          | 90,0           | 85,9          | 72,4       |
| Métis             | 2,7           | 1,8            | 2,1           | 2,9        |
| Autres            | 0,5           | 2,8            | 3,2           | 23,8       |
| Total             | 100           | 100            | 100           | 100        |
|                   |               |                |               |            |
| Latino-Américains | 2,3           | 2,0            | 2,7           | 16,7       |

Selon l'American Community Survey, pour la période 2011-2015, 87,75 % de la population âgée de plus de 5 ans déclare parler l'anglais à la maison, 10,74 % déclare parler le lakota et 1,31 % une autre langue.
Le revenu par habitant était en moyenne de 14 633 dollars par an entre 2012 et 2016, largement inférieur à la moyenne du Dakota du Nord (33 107 dollars), à celle du Dakota du Sud (27 516 dollars) et à la moyenne nationale (29 829 dollars). Sur cette même période, 42,2 % de la population de la réserve vivait sous le seuil de pauvreté (contre 11,2 % dans le Dakota du Nord, 14 % dans le Dakota du Sud et 12,7 % à l'échelle des États-Unis).

## Dakota Access Pipeline

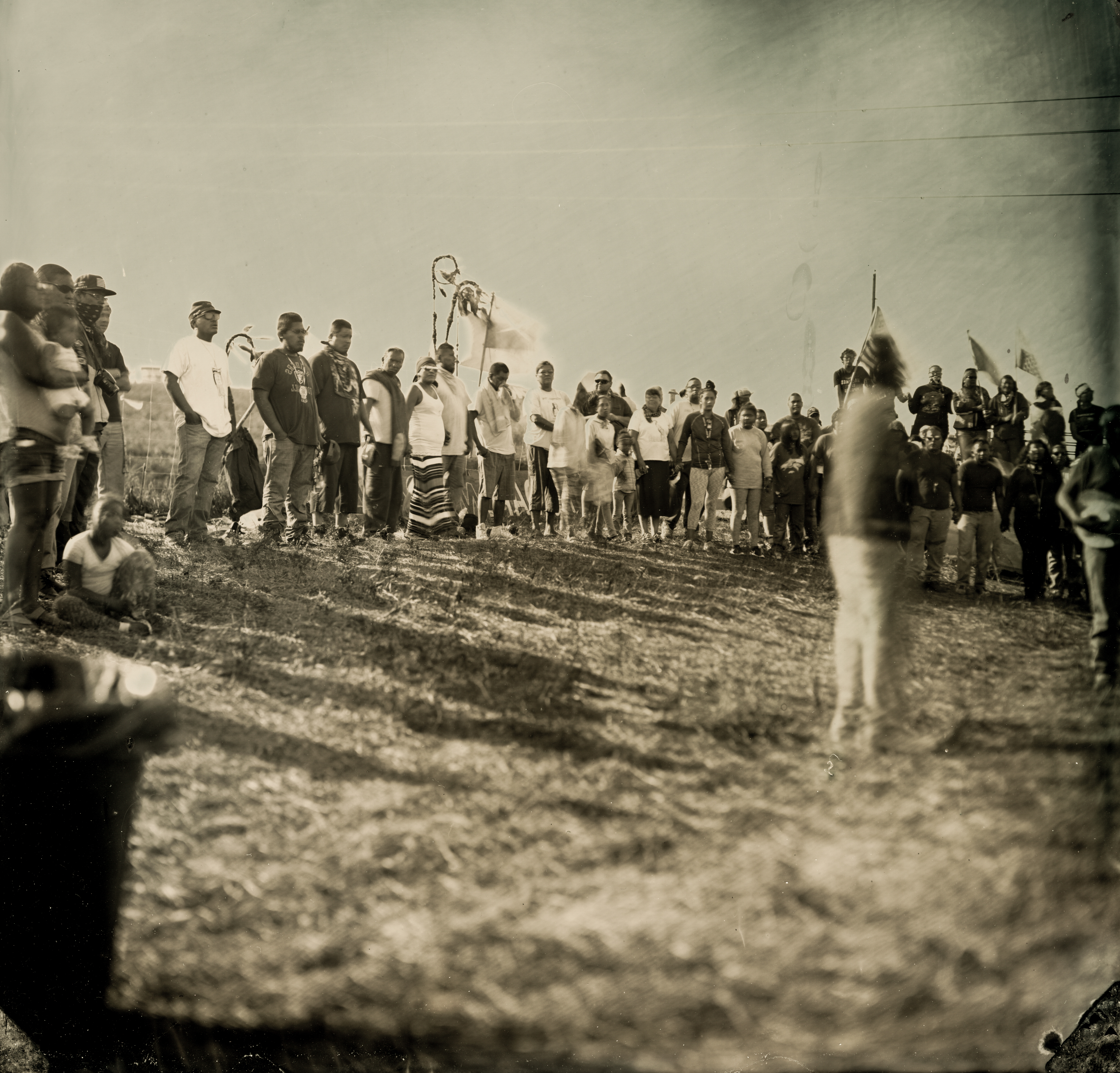
Des Amérindiens manifestent sur le site du Dakota Access Pipeline, sur la Highway 1806 près de Cannonball (Dakota du Nord), le 15 août 2016.

En 2016, elle a lutté contre la construction, par la société Energy Transfer Partners, d'un oléoduc de 1 900 km, passant tout près de son territoire. Lors de la reprise des travaux menaçant des sites sacrés, des échauffourées ont eu lieu à Cannon Ball. Le 4 décembre 2016, le corps des ingénieurs de l’armée américaine annonce qu'il refuse le permis de forage sous la rivière Missouri à la société pétrolière.